# ダゲール (小惑星)
ダゲール (3256 Daguerre) は小惑星帯に位置する小惑星である。ローウェル天文台でブライアン・スキッフとノーマン・G・トーマスが発見した。
銀板写真ダゲレオタイプを発明したフランス人のルイ・ジャック・マンデ・ダゲールから命名された。